# Championnat des îles Caïmans de football 2000-2001
Navigation
Saison suivante
La saison 2000-2001 du Championnat des îles Caïmans de football est la vingt-deuxième édition de la première division aux Îles Caïmans, nommée CIFA National Premier League. Les huit formations de l'élite sont réunies au sein d'une poule unique où elles s'affrontent deux fois au cours de la saison. Il n'y a aucun club relégué en fin de saison, les deux divisions caïmanaises fusionnant pour former un championnat unique à partir de la saison prochaine.
C'est le club de Scholars International qui remporte la compétition cette saison après avoir terminé en tête du classement final, avec quatre points d’avance sur George Town SC et neuf sur Academy SC. Il s’agit du second titre de champion des îles Caïmans de l'histoire du club, trois ans après le premier.

## Qualifications continentales
Cette saison, aucun club caïmanais ne se qualifie pour la CFU Club Championship 2001.

## Les clubs participants
- Scholars International
- Naya FC
- Academy SC
- Western Union FC
- George Town SC
- Bodden Town FC
- FC International
- Sunset FC

## Compétition
Le barème de points servant à établir le classement se décompose ainsi :
- Victoire : 3 points
- Match nul : 1 point
- Défaite : 0 point

### Classement
| Rang | Équipe                 | Pts | J  | G  | N | P  | Bp | Bc | Diff |
| ---- | ---------------------- | --- | -- | -- | - | -- | -- | -- | ---- |
| 1    | Scholars International | 33  | 14 | 10 | 3 | 1  | 38 | 13 | +25  |
| 2    | George Town SC         | 29  | 14 | 9  | 2 | 3  | 32 | 18 | +14  |
| 3    | Academy SC             | 24  | 14 | 7  | 3 | 4  | 34 | 23 | +11  |
| 4    | Naya FC                | 21  | 14 | 6  | 3 | 5  | 30 | 27 | +3   |
| 5    | Bodden Town FCC        | 18  | 14 | 5  | 3 | 6  | 24 | 28 | -4   |
| 6    | Western Union FCT      | 15  | 14 | 4  | 3 | 7  | 24 | 29 | -5   |
| 7    | FC International       | 13  | 14 | 4  | 1 | 9  | 28 | 47 | -19  |
| 8    | Sunset FC              | 6   | 14 | 2  | 0 | 12 | 18 | 43 | -25  |

|  | Champion des îles Caïmans 2000-2001                            |
|  | T : Tenant du titre C : Vainqueur de la Coupe des îles Caïmans |

## Bilan de la saison
| Championnat des îles Caïmans de football 2000-2001 |                                   |
| Champion                                           | Scholars International (2e titre) |
| Coupes et trophées                                 |                                   |
| Vainqueur de la Coupe des îles Caïmans 2000-2001   | Bodden Town FC                    |
| Qualifications continentales                       |                                   |
| CFU Club Championship 2001                         | Aucun                             |
| Promotions et relégations                          |                                   |
| Promus en CIFA National Premier League             | 6 clubs                           |
| Relégués en Division One                           | Aucun                             |